# Kloubní pouzdro

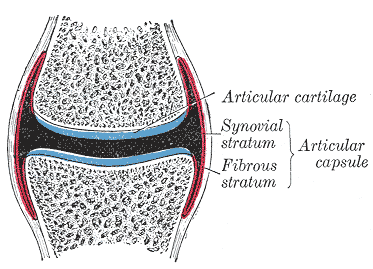
Kloubní pouzdro

Kloubní pouzdro (latinsky capsula articularis) je vazivový obal, který chrání kloub, zpevňuje jej a pomáhá jej vyživovat. Odděluje kloub od okolních struktur a tak utváří vnitřní prostředí kloubu, bez něhož by nemohla fyziologicky fungovat chrupavka. Pouzdro vyrůstá z hlavic kloubních kostí po obvodu jejich konců.
Pouzdro je protkáno sítí krevních kapilár a je vystláno synoviální membránou. Membrána zevnitř buď těsně naléhá na vnější vrstvu pouzdra, nebo je od ní místy oddělena posunlivou vrstvou tukových buněk (synoviální bursa). Tyto tzv. synovialocyty fagocytují, tvoří kolagenní vlákna a produkují kyselinu hyaluronovou - důležitou viskózní složku synoviálního mazu. Tímto mazem je lubrikována chrupavka, která při pohybu kloubu do sebe maz nasává.
Jak ukázal Cyriax, ztuhlost měkkých tkání těla (svalů, šlach, plotének aj.) vede i ke svraštění kloubních pouzder, což může vést k předčasným artrotickým procesům v kloubu a to i tehdy, jestliže na rtg snímku je nález ještě v mezích normy.
Prevencí je pohyb kloubů ve fyziologické linearitě, cvičení do plných rozsahů kloubů, chůze, plavání, prevence nadváhy, masáže, myoskeletální terapie apod.
Chronické stavy vyžadují péči ortopedie.

## Synoviální tekutina
Synoviální tekutina neboli „kloubní maz“ je čirá nebo mírně nažloutlá viskózní tekutina. Vyplňuje kloubní prostor, vyživuje kloubní chrupavku (menisky, ploténky), udržuje chrupavku pružnou a snižuje její tření a opotřebení.
Synoviální tekutina je produkována synoviální blánou (membrana synovialis), která je částí kloubní výstelky. Viskozita tekutiny klesá při některých kloubních onemocněních (zánět šlachových pochev, zánětlivé degenerativní procesy, osteoartróza aj.).
Nedostatek synoviální tekutiny vede k nedostatečné výživě a regeneraci kloubů, což zapříčiňuje jejich omezenou funkčnost a odolnost. Kvalita synoviální tekutiny je podmíněna obsahem kyseliny hyaluronové a jejími molekulárními formami.
U hemoragických kloubních poruch (tumory, hemofilie, úrazy) má tekutina krvavý charakter, její viskozita klesá a tekutina se zmnožuje, což vede k otokům kloubů.

## Vyšetřování synoviální tekutiny
Synoviání tekutina se získává punkcí postiženého kloubu. Získaný vzorek bývá označován jako kloubní výpotek. Může být analyzován k identifikaci typu přítomných buněk a jejich počtu nebo k identifikaci případné infekce. Používá se jako biologický vyšetřovací materiál v revmatologii, imunologii aj.